# Circuito de Pescara
El Circuito de Pescara era un circuito de carreras de 25,801 km (16,032 mi) formado enteramente por vías públicas cerca de Pescara, Italia, que acogió la carrera de autos Coppa Acerbo. Pescara es el circuito más largo en albergar un Gran Premio de Fórmula 1.
Las carreteras rurales y urbanas utilizadas eran estrechas y llenas de baches. Al igual que muchos circuitos largos (como los circuitos originales de Nürburgring y Spa-Francorchamps), Pescara fue reverenciado como un fantástico circuito para pilotos, pero también como Spa y Nürburgring, era extremadamente peligroso e implacable.
El largo camino atravesó una serie de pueblos situados en las colinas que rodean Pescara, siguiendo una forma más o menos triangular con sus esquinas en el municipio costero de Pescara. Incluía dos rectas de 3,4 millas (5,5 km) de largo (solo un poco más cortas que la recta de Mulsanne en Le Mans) entre el municipio costero de Montesilvano, apodado "El kilómetro volador". 
Fue en "El kilómetro volador" que Guy Moll falleció durante la Coppa Acerbo de 1934. El punto más alto, en Spoltore, estaba a 185 m (600 pies) sobre el nivel del mar. La pista comenzaba en las afueras del centro de Pescara, avanzaba hacia el oeste a través del suburbio de Rione Partenze, y luego hacia los pueblos montañosos de Frascone, Valle Carbone, Spoltore y Case Fornace, pasando por una mezcla de curvas lentas y rápidas antes saliendo de las colinas hacia el municipio interior de Cappelle sul Tavo, luego bajando las primeras 3,4 millas en línea recta hacia el noreste hasta Montesilvano antes de bajar otras 3,4 millas en línea recta y regresar a Pescara.
La primera carrera tuvo lugar en 1924 y las carreras de Fórmula 1 que no eran de campeonato siguieron a principios de la década de 1950, con un evento oficial del Campeonato Mundial de Fórmula 1 en 1957 debido a la cancelación de otras carreras. El Gran Premio de Pescara atrajo a más de 200.000 espectadores y sigue siendo el circuito más largo en términos de distancia por vuelta que jamás haya organizado un Gran Premio de Fórmula 1. Pero el circuito fue temido incluso por Enzo Ferrari, quien no envió sus autos a esta carrera por temor a la seguridad de sus pilotos.
Fue el primer circuito de Fórmula 1 con una chicane artificial, construido en 1934 en la recta de salida y llegada para reducir la velocidad en boxes después de 3,4 millas de carrera a fondo.
La última carrera del circuito fue una carrera del Campeonato Mundial de Sport Prototipos de cuatro horas en 1961, ganada por Lorenzo Bandini y Giorgio Scarlatti conduciendo un Ferrari 250 TR para la Scuderia Centro Sud. Después de esa carrera, el circuito se retiró permanentemente como sede de carreras, ya que era imposible para los organizadores garantizar la seguridad de los pilotos y espectadores.